# Barnaba Tortolini
Barnaba Tortolini (Roma, 19 novembre 1808 – Ariccia, 24 agosto 1874) è stato un matematico italiano noto per il suo impegno nella diffusione delle scienze matematiche, soprattutto con la sua pubblicazione Annali di Matematica Pura ed Applicata.

## Biografia
Nato a Roma nel 1808, si laureò all'Università della Capitale nel 1829, istituzione nella quale tornò come docente nel 1837 ricoprendo la cattedra di "Calcolo differenziale e integrale". Votato alla Chiesa, prese i voti come sacerdote nel 1832. Nel 1850 iniziò a pubblicare  gli Annali di Scienze matematiche e fisiche di Tortolini che, con la collaborazione di Enrico Betti, Francesco Brioschi e Angelo Genocchi, si trasformarono nel 1857 negli Annali di Matematica pura ed applicata divenendo il periodico di riferimento del mondo matematico. Nel 1856 diresse la tipografia di Propaganda Fide fino al 1869, quando una paralisi lo costrinse a ritirarsi a vita privata ad Ariccia, dove morì nel 1874. Fu membro dell'Accademia dei XL.